# Isaac Rosefelt
Isaac Rosefelt (Saint Paul (Minnesota), 3 de mayo de 1985) es un exjugador de baloncesto estadounidense con nacionalidad israelí que disputó doce temporadas como profesional. Mide 2,05 metros, y jugaba en la posición de ala-pívot.

## Trayectoria deportiva
Es un jugador formado a caballo entre la University of St. Thomas y los Bowling Green Falcons y tras no ser elegido en el Draft de la NBA de 2007, jugaría en Israel donde realizaría toda su carrera profesional en diversos equipos como Bnei Hasharon, Hapoel Holon y Hapoel Jerusalem.
En verano de 2017, firma por el Hapoel Eilat. En 2018 fichó por el Maccabi Ashdod B.C. de la liga israelí.